# Geometrie ascunsă
Geometrie ascunsă este un film românesc din 1974 regizat de Alexandru Sîrbu.